# Let It Loose (노래)
〈Let It Loose〉는 롤링 스톤스의 1972년 더블 음반 《Exile on Main St.》에 마지막 곡으로 발표된 노래다.
믹 재거와 키스 리처즈가 쓴 이 곡은 감성적인 가스펠 블루스 발라드로 강렬한 종교적 감정을 담고 있다. 재거는 《Exile on Main St.》 제작 전에 제임스 크리브랜드 목사의 예배에 참석했고 가스펠 성가대의 노래에 깊은 인상을 받고 있었다. 밴드는 이를 계기로 솔과 가스펠을 접목했다. 노래 가사의 일부는 전통요 〈Man of Constant Sorrow〉에서 끌어온 것이다. 2010년 4월 《언컷》 인터뷰에서, 재거는 노래의 가사적 의미에 대한 질문을 받았고, 이에 다음과 같이 답했다. "내 기억으로 키스가 쓴 것 같다. 이 곡은 아주 이상하고 난해한 곡이다. 완전히 다른 전체 가사도 있었지만, 그건 버려졌다. 무언가 의미를 내포한 것은 아니라고 본다. 그 두서없는 노래들 중 하나라고 생각하면 된다. 그 일 이후로, 나도 이 곡이 무슨 의미인지는 모른다." 같은 기사에서 리처즈는 "나는 믹의 회고를 절대 진지하게 받아들이지 않는다."고 말했다.
녹음은 1971년 12월에서 1972년 3월까지 진행되었고, 일부 녹음은 넬코테에 정차한 롤링 스톤스 이동식 스튜디오를 사용했다.
러슬리 홀은 2008년판 《깁슨 라이프스타일》에서, 〈Let It Loose〉에서 재거가 거칠고 가슴 애리는 노랫소리를 들려주었노라고 하며 그의 가장 훌륭한 보컬 업적으로 칭했다. 〈Let It Loose〉는 롤링 스톤스의 라이브에서 한 번도 공연된 적 없다.